# Azumino
Azumino (japanska: 安曇野市  ?, Azumino-shi) är en stad i Nagano prefektur i Japan. Staden fick stadsrättigheter 2005.